# Havan
A Havan, (IPA: /avəŋ/) é uma rede de loja de departamentos brasileira, cuja matriz está instalada em Brusque, no estado de Santa Catarina. 
Fundada em 1986 por Luciano Hang e Vanderlei de Limas, a empresa é conhecida pelas suas lojas com fachadas similares à Arquitetura neogrega e pelas réplicas da Estátua da Liberdade instaladas na frente da maioria das suas filiais. A Havan comercializa artigos nacionais e importados no atacado e no varejo. Atualmente possui megalojas em vinte e três estados e no Distrito Federal.

## História

### Fundação
Fundada como uma pequena loja de atacado de tecidos no dia 26 de junho de 1986, em Brusque, o nome Havan é a junção das sílabas iniciais dos nomes dos dois sócios-fundadores da empresa: Luciano Hang e Vanderlei de Limas.

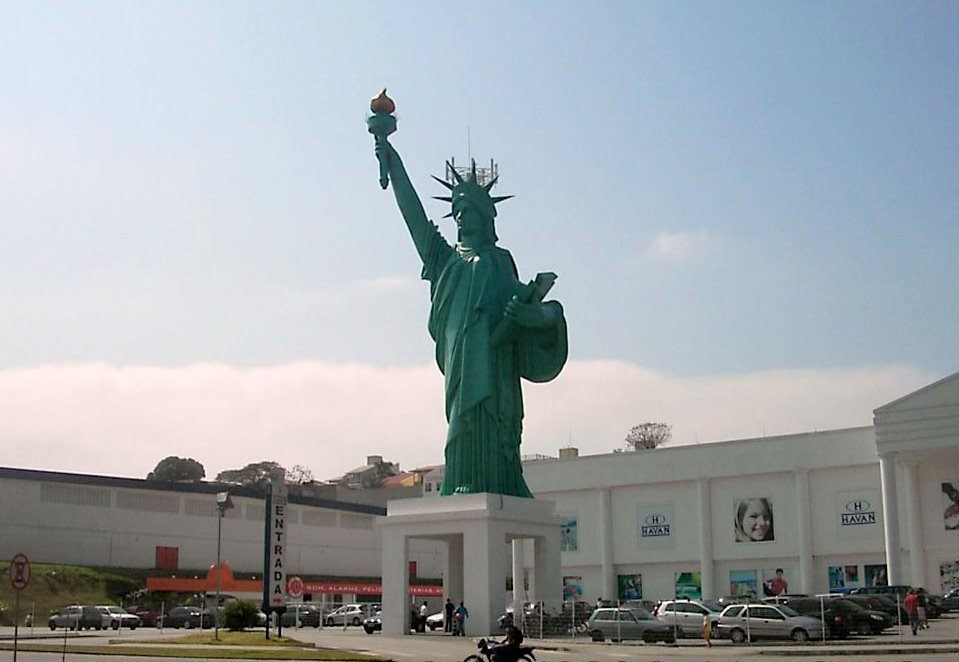
Réplica da Estátua da Liberdade da Havan de Capoeiras, em Florianópolis.

Em 1989, foi construída uma sede própria, já no atual endereço, na Rodovia Antonio Heil, no centro de Brusque. As instalações passaram por várias expansões ao longo dos anos, até chegar à estrutura atual, de 30 mil metros quadrados de área de vendas. Em uma destas ampliações, foi adotada a fachada estilizada da Casa Branca – sede do governo americano – que caracteriza os projetos arquitetônicos da Havan. Outro elemento incorporado ao conceito Havan foi a construção da réplica da Estátua da Liberdade.
No início dos anos 1990, a Havan passou a importar tecidos e artigos de baixo valor agregado, para atender ao varejo em todo o Brasil. Em 1999, foram criadas duas filiais em Curitiba. A desvalorização cambial fez a Havan definir um novo rumo, passando a atuar no segmento de lojas de departamentos. Novas filiais foram abertas em Florianópolis, Criciúma, Joinville e Balneário Camboriú.

### Expansão

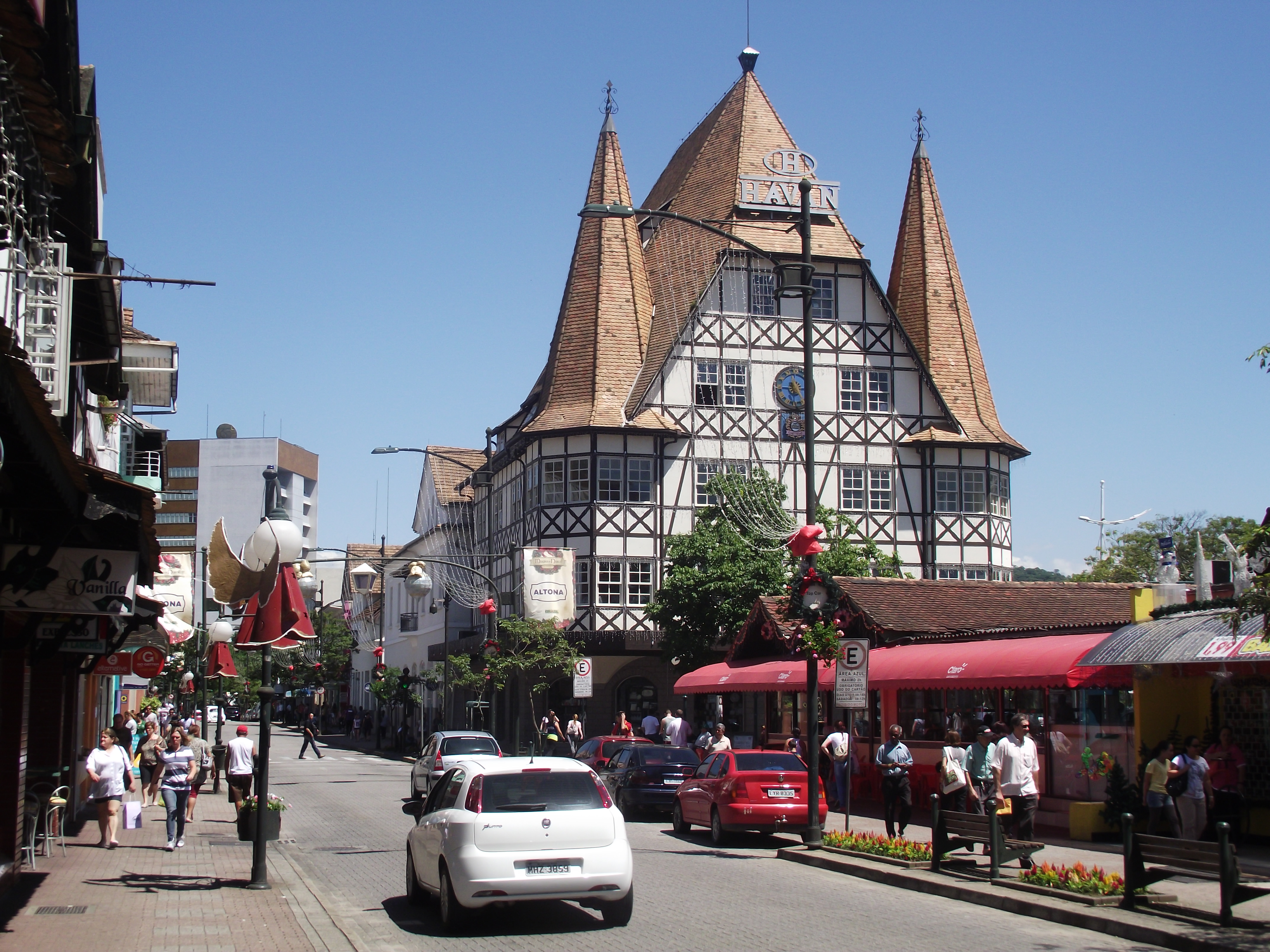
O Castelinho da Moellmann abriga a unidade da Havan de Blumenau, Santa Catarina.

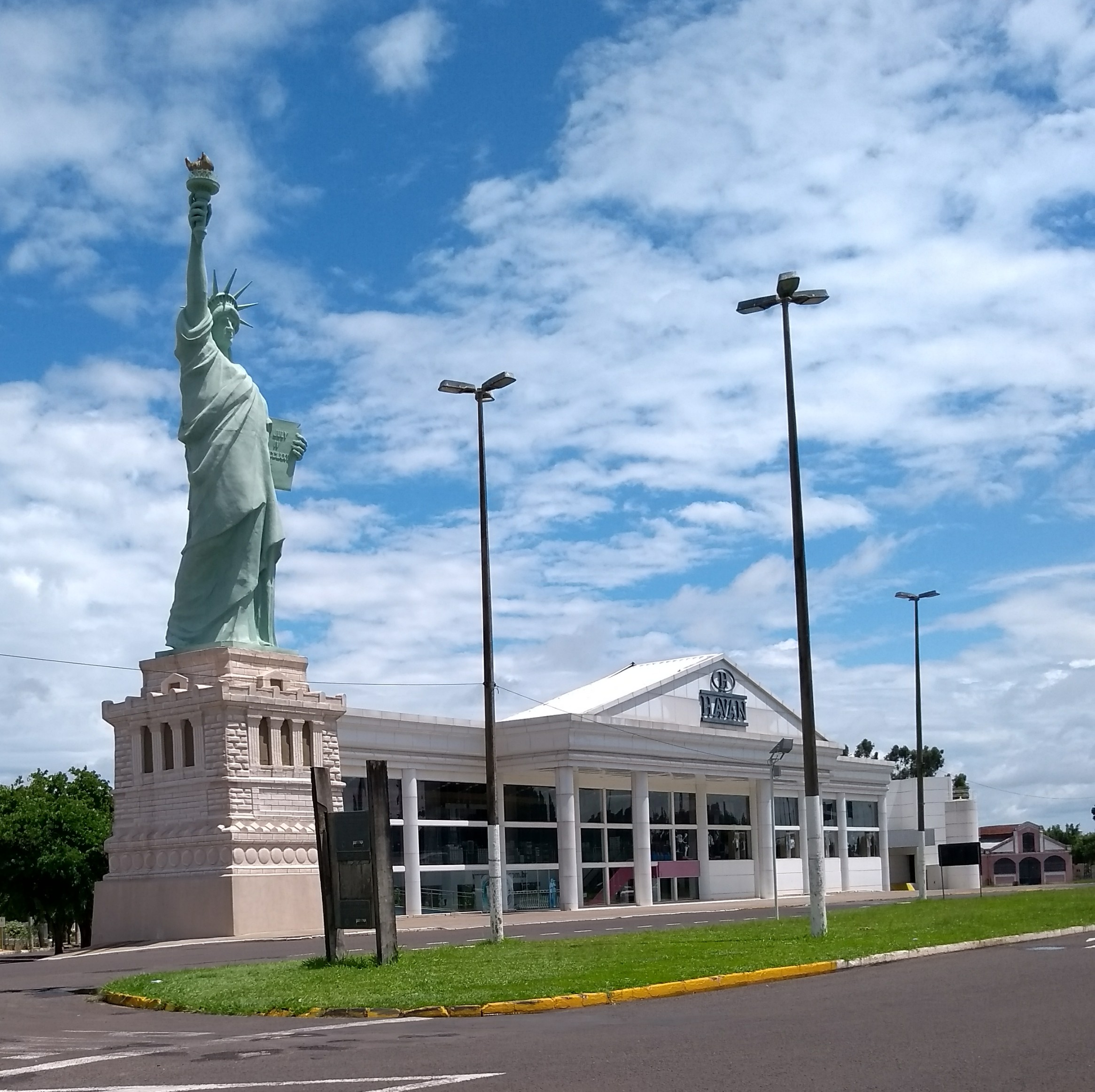
Fachada da Havan de Araçatuba, São Paulo.

Em 2005, foi inaugurada a filial da Havan em Blumenau, instalada no Shopping Neumarkt. Em 2007, foram instaladas as filiais de Chapecó e de Jaraguá do Sul, com a presença do então prefeito Moacir Bertoldi na cerimônia de inauguração. Recentemente foi inaugurada uma nova unidade na cidade de Anápolis, sendo a única do estado de Goiás.
Em 2008, Luciano Hang assinou um contrato de locação do antigo Castelinho da Moellmann, em Blumenau, um dos mais conhecidos cartões postais de Santa Catarina. Com a restauração da edificação histórica, a Havan implantou, no local, a primeira loja temática da rede. Em junho do mesmo ano, foi inaugurada a filial no Centro de Lages. Em novembro, a Havan abriu loja em Cascavel, no Paraná.

## Eventos

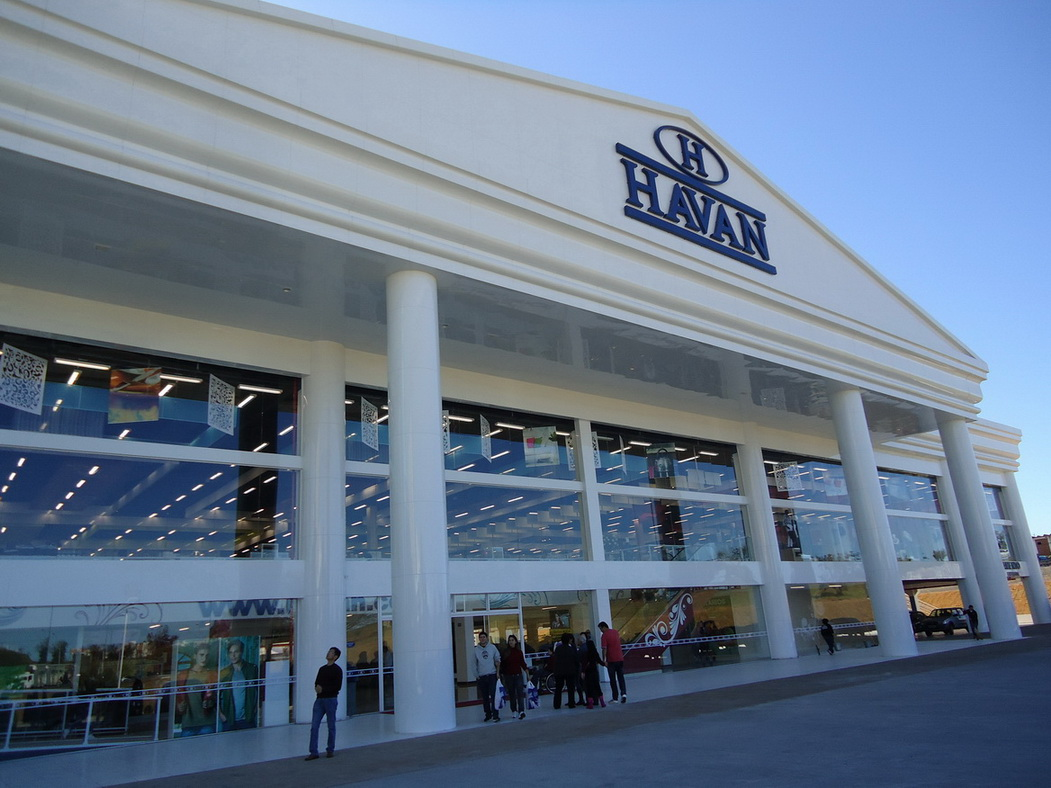
Havan Lojas de Departamentos em Bauru, São Paulo.

Além dos programas sociais obrigatórios, a Havan promove eventos que atraem grande público, como a Expo Havan Noivas e o Natal Luz Havan, que conta com uma programação com shows gratuitos, chegada do Papai Noel e acendimento de milhares de lâmpadas, contornando as fachadas das lojas. Nos últimos anos, o Natal Luz Havan apresentou os shows nacionais de Daniel, Fábio Júnior, Sandy & Junior, Família Lima, Orquestra Sinfônica de Santa Catarina, Dazaranha e Felipe Dylon, entre outros.
A Havan é patrocinadora do Brusque Futebol Clube, clube que já havia sido patrocinado pela empresa entre 1997 e 2001.

### eSports
Em junho de 2018, a Havan anunciou a criação de sua equipe de eSports, em setembro abriu as portas oficialmente, anunciando a abertura da Havan Liberty Gaming, hoje Liberty Esports, que participou da edição do Circuito Desafiante. Hoje faz possui uma vaga fixa no sistema de franquias do CBLOL e no CBLOL Academy.

## Controvérsias

### Acusações de coação de funcionários
Em 22 de novembro de 2018, o Ministério Público do Trabalho de Santa Catarina (MPT- SC) entrou com uma ação civil pública contra as lojas Havan por danos morais coletivos porque a empresa fez uma "pesquisa eleitoral com identificação dos seus empregados e praticava assédio moral com fins de interferir no livre exercício do direito de voto nas eleições de 2018". Durante a campanha eleitoral, o dono da empresa, Luciano Hang, pediu que seus funcionários votassem no então candidato do Partido Social Liberal (PSL) à Presidência, Jair Bolsonaro. Em um vídeo publicado na rede interna da loja, o empresário afirma que "se a esquerda ganhar fechará lojas e demitirá empregados". Hang também promoveu um "ato cívico" transmitido ao vivo pelo Facebook, com a participação de funcionários, no qual voltou a pedir voto para Bolsonaro. Para os procuradores do Trabalho, a conduta do empresário é grave e "viola a Constituição Federal, a democracia e compromete a liberdade de escolha política dos trabalhadores que, por receio de perderem o emprego, estariam sendo forçados a votar em candidato contrário a própria predileção, gerando o dever de indenizar os empregados, mas também a coletividade afetada".
O juiz Carlos Alberto Pereira de Castro, da 7ª Vara do Trabalho de Florianópolis, também proibiu a Havan de pressionar politicamente seus empregados e determinou que a rede de lojas divulgasse internamente, para todas suas unidades, o teor de sua decisão, permitindo a livre escolha dos funcionários. Castro entendeu que as condutas adotadas pela empresa atentaram contra os direitos políticos dos seus empregados e que "a situação se agrava quando, posteriormente a este fato, coloca-se em risco o emprego de todos os 15 mil empregados - evidentemente, com ênfase para aqueles que declararam voto a outro candidato ou, como fica claro na fala do réu, os que pretendem não exercitar o voto em qualquer candidato presidencial". O juiz conclui que "revela-se aí, sem dúvidas, conduta que se enquadra como assédio moral".
Em 17 de maio de 2022, a empresa foi condenada a indenizar em R$ 30 mil a auxiliar de vendas responsável pela denúncia, que se mantém anônima. De acordo com a denúncia, após feito o boletim de ocorrência, a funcionária foi perseguida por um superior, chegando a sofrer arranhões, e foi demitida.

### Envio em massa de mensagens políticas
Em outubro de 2019, o WhatsApp disse oficialmente que o aplicativo foi usado ilegalmente para o envio de mensagens em massa contendo notícias falsas ou verdadeiras relacionadas com as eleições presidenciais de 2018 no Brasil. Ben Supple, gerente de políticas públicas e eleições mundiais do aplicativo de mensagens instantâneas, disse que os grupos responsáveis pelos envios ilegais das mensagens são sensacionalistas e tinham a intenção de manipular a opinião pública de grupos específicos com viés político. Empresas estavam financiando este grupos, uma das citadas no esquema é a Havan.

### Descumprimento de quarentena
Em 4 de abril de 2020, a Polícia Militar do Estado de Santa Catarina fechou a loja Havan de Porto Belo por descumprir do decreto estadual que determinou quarentena no estado por conta da pandemia de COVID-19. As lojas de departamento foram autorizadas a abrir exclusivamente para a venda de ovos de Páscoa. Segundo a PM, a loja, no entanto, permitiu a compra de outros produtos. Em maio de 2020, a loja tentou disponibilizar alguns alimentos para tentar driblar a fiscalização e reabrir o como serviço essencial. Segundo a assessoria da loja, a mesma possui cadastro para vender alimentos.

### Financiamento de bloqueios antidemocráticos
Foi confirmado em uma reportagem da Agência Pública, que teve acesso exclusivo à documentos da Polícia Rodoviária Federal, que a rede de lojas Havan enviou seus caminhões de serviços para os bloqueios de estradas, juntamente com a Transben Transportes, empresa sob o nome da esposa, Andrea Benvenutti Hang, da cunhada e e do sogro de Hang, e a Premix Concreto. As empresas mobilizaram organizadamente os caminhões para o KM 83 da BR-101, em Barra Velha, para um protesto que ocorria em frente ao posto de combustível Maiochi, perto de um loja da Havan. Em Palhoça, uma loja da Havan chegou à oferecer cadeiras, bancos, disponibilizar o acesso ao banheiro e conexão elétrica para o som.